# Periartrite scapolo-omerale
Il termine periartrite scapolo-omerale è un'espressione generica che raggruppa numerose patologie muscolari, tendinee e articolari che possono colpire le strutture che fanno parte dell'articolazione della spalla.
Viene anche chiamata malattia di Duplay, dal nome del chirurgo francese Simon-Emmanuel Duplay che per primo la descrisse nel 1872.

## Significato clinico
In passato questo termine era molto usato per definire un quadro sintomatologico caratterizzato da dolore acuto e marcata limitazione funzionale, al quale corrispondeva una radiodiagnostica caratterizzata dal reperto di calcificazioni periomerali.
Dopo la diffusione di nuove tecniche di imaging, soprattutto ecografia e risonanza magnetica, oggi è più corretto distinguere le singole patologie degenerative o infiammatorie a seconda dei muscoli e dei tendini che sono interessati.

## Quadri patologici
Si possono distinguere cinque quadri patologici:
- Conflitto acromio-omerale
- Spalla dolorosa acuta conseguente a tendinite calcificante dei muscoli sopraspinato e sottospinato
- Rottura della cuffia dei rotatori
- Tendinite del capo lungo del bicipite brachiale
- Capsulite adesiva o "spalla congelata"